# 渡辺如山
渡辺 如山（わたなべ じょざん、1816年4月13日（文化13年3月16日） - 1837年8月12日（天保8年7月12日））は、江戸時代後期の南画家。渡辺崋山の実弟。
名は定保、字は叔保、通称は五郎。号は如山・華亭など。

## 略歴
渡辺崋山の末弟として江戸田原藩藩邸に生まれる。学問・弁舌に優れた。14歳のとき、崋山の弟子であり親友の椿椿山の画塾・琢華堂に入門し、花鳥草木図の画を中心に教えを受けた。21歳のときには画業によって身を立てていたらしい。周囲から将来を嘱望されたが22歳で夭折し、渡辺家の菩提寺小石川善雄寺に葬られる。法名は「一如院定説季保信士」。
崋山の「辛巳画稿」にある五郎像は、如山6歳時の肖像である。

## 作品
- 「牡丹図」1833年（天保4年） 田原市博物館
- 「花鳥図」1835年（天保6年） 名古屋市博物館
- 「秋花狐鶏図」1835年（天保6年）
- 「ヒポクラテス像」神戸市立博物館
- 「梅華長春図」
- 「山水図」
- 「墨梅図」

### 画帖
- 『画帖』1831年（天保2年）
- 『展観録』1832年（天保3年）
- 『客坐縮臨』1832年（天保3年）
- 『渡辺如山縮本』天保年間

## 脚註
1. ↑  『広益諸家人名録』、1836年（天保7年）
2. ↑  金原宏行「解説」（菅沼貞三編『定本渡辺崋山』郷土出版社 1991年）